# Rosine Bloch
Pour les articles homonymes, voir Bloch.
Rosine Bloch (née le 4 juin 1842 à Paris et morte le 1er février 1891 à Monaco) est une cantatrice mezzo-soprano française ayant une carrière européenne à succès entre 1865 et 1891.

## Biographie
Rosine Bloch naît à Paris le 7 novembre 1844.
Mezzo-soprano, elle étudie au Conservatoire de Paris, où elle obtient ses premiers prix de chant et d'opéra en 1865.
Le 10 novembre 1865, elle fait ses débuts à l'Opéra de Paris dans le rôle d'Azucena du Trouvère de Verdi. Sur scène, elle se distingue également dans les rôles de Léonore de La Favorite de Donizetti, et de Fidès du Prophète de Meyerbeer.
En 1880, Rosine Bloch crée à l'Opéra le rôle d'Amneris d'Aida de Verdi, dans la traduction française de Nuitter et du Locle, grand succès de sa carrière.
Elle meurt le 1er février 1891 à Monte-Carlo (Monaco).